# Яохнанен
Яохнанен (англ. Yaohnanen, также Ionhanen) — деревня на острове Танна в Вануату.

## География
Находится примерно в 6 км к юго-востоку от главного города острова Ленакел.

## История
В деревне проживает одноименное племя, которое исповедует культ поклонения принцу Филиппу.

Фотогалерея
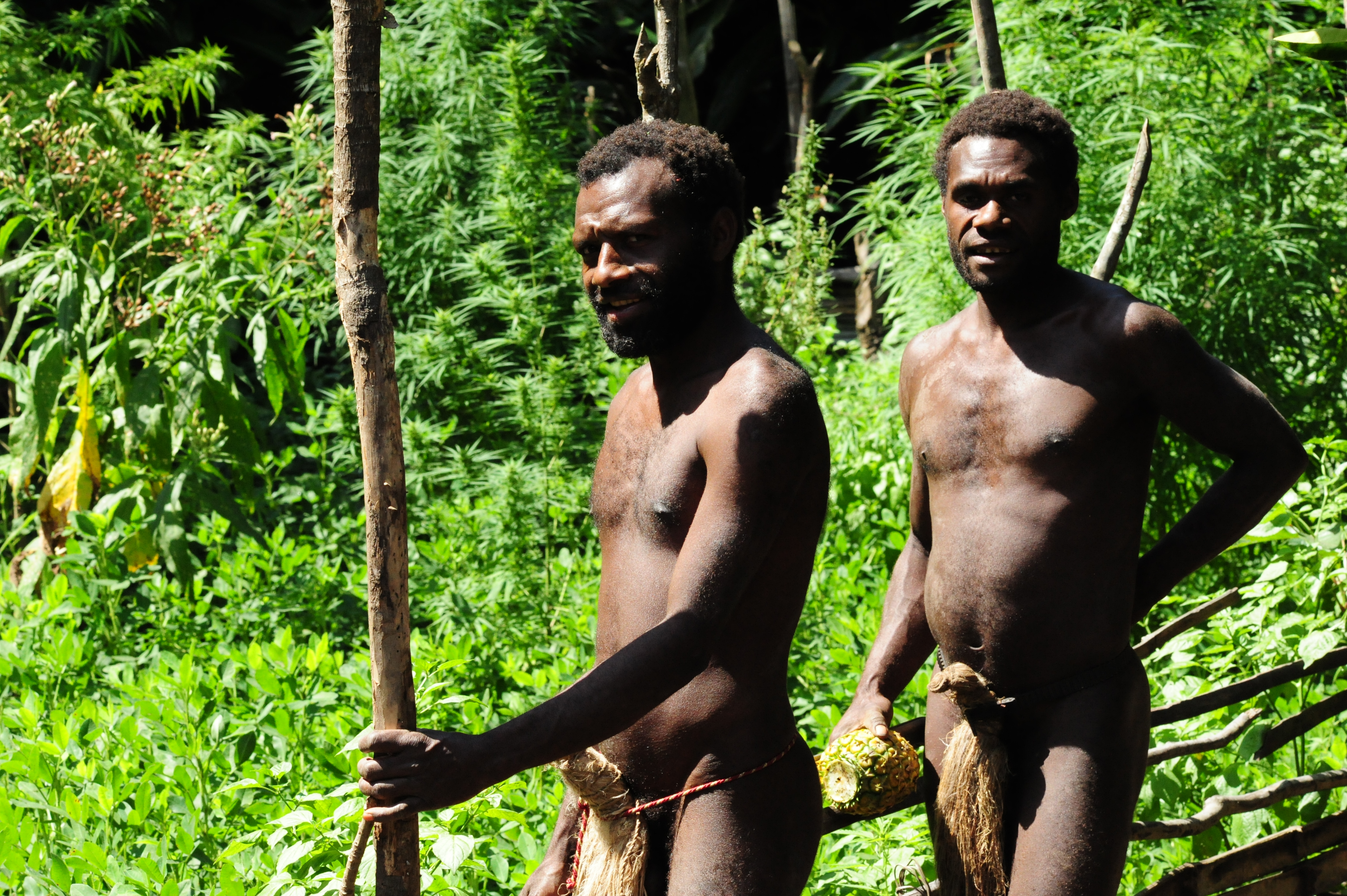
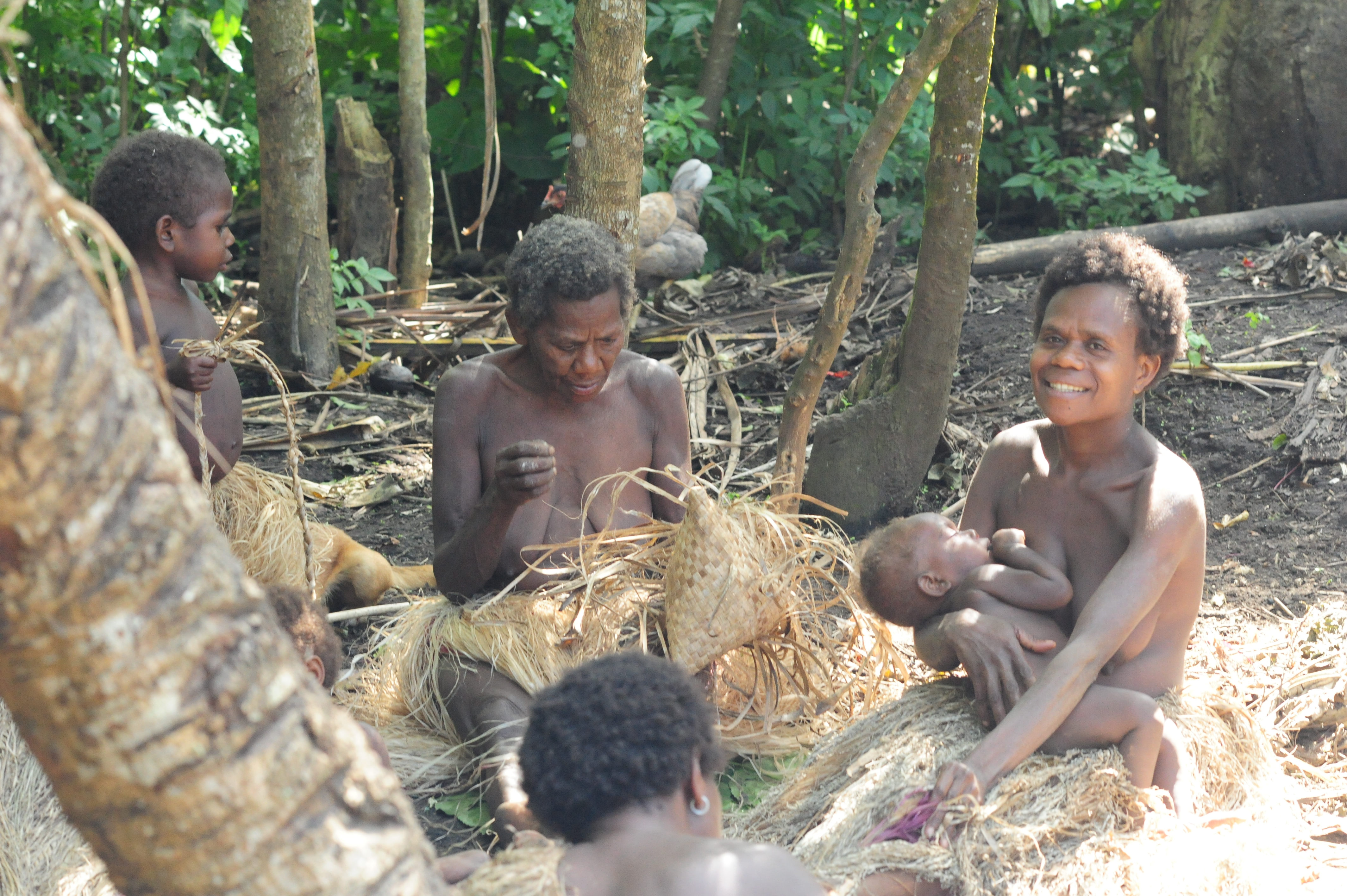
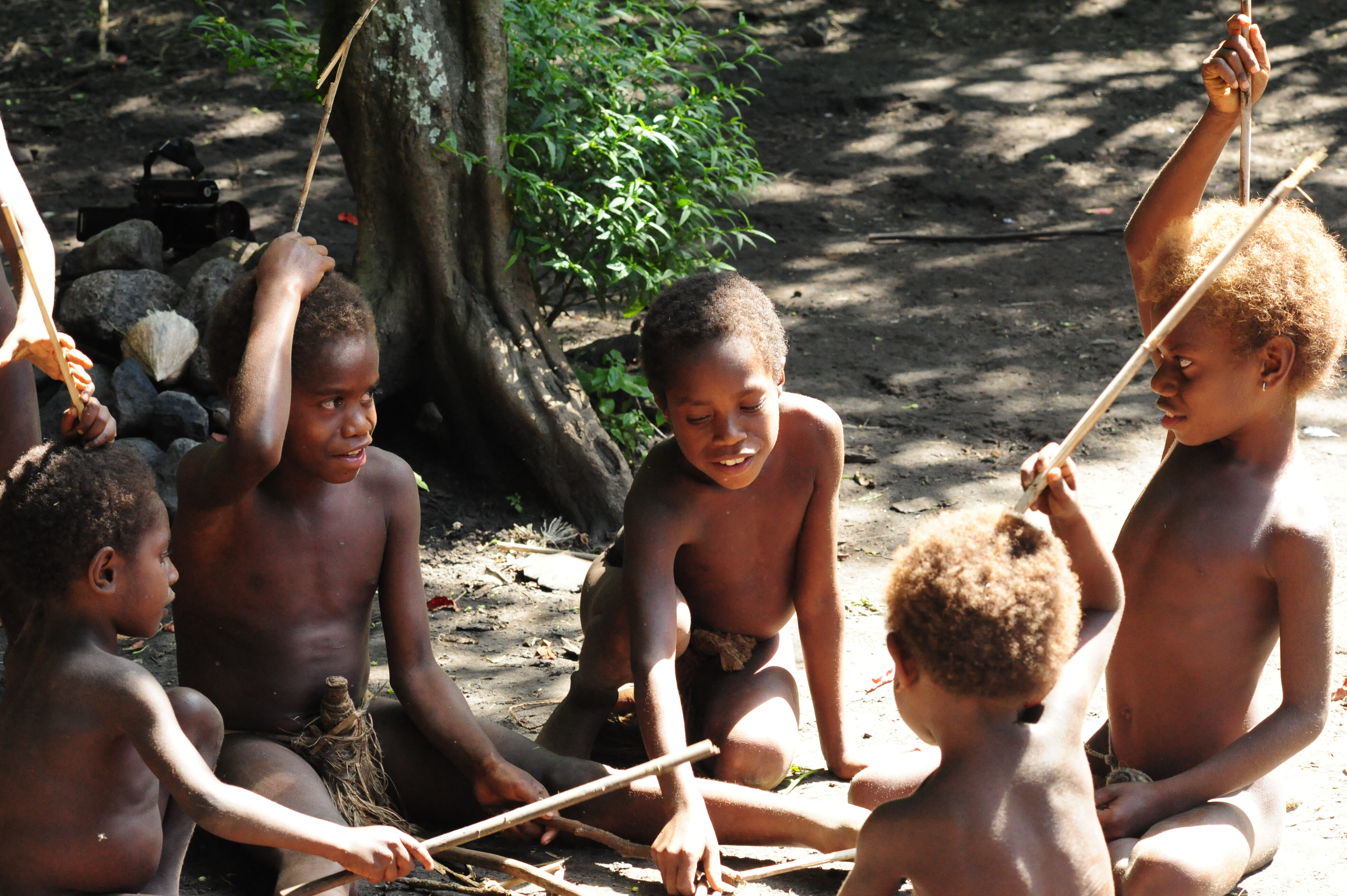